# Merry Christmas Mr. Lawrence
Merry Christmas Mr. Lawrence är en brittisk-japansk dramafilm från 1983 regisserad av Nagisa Oshima med David Bowie, Tom Conti, Ryuichi Sakamoto och Takeshi Kitano i rollerna. 
Filmen är baserad på Laurens van der Posts romaner Kornet och såningsmannen (The Seed and the Sower 1963) och Den nya månens natt (The Night of the New Moon 1970) som skildrar hans upplevelser som krigsfånge i Japan under andra världskriget.

## Rollista i urval
- David Bowie - Maj. Jack 'Strafer' Celliers
- Tom Conti - Col. John Lawrence
- Ryuichi Sakamoto - Capt. Yonoi
- Takeshi Kitano - Sgt. Gengo Hara
- Jack Thompson - Group Capt. Hicksley
- Johnny Okura - Kanemoto
- Alistair Browning - De Jong